# Поениле (Вранча)
Поениле (рум. Poenile) насеље је у Румунији у округу Вранча у општини Гура Калицеј. Oпштина се налази на надморској висини од 283 m.

## Становништво
Према подацима из 2002. године у насељу је живело 460 становника, од којих су сви румунске националности.